# .fj
A .fj a Fidzsi-szigetek internetes legfelső szintű tartomány kódja, melyet 1992-ben hoztak létre.